# Jintang (socken i Kina, Yunnan)
Jintang är en socken i Kina. Den ligger i provinsen Yunnan, i den sydvästra delen av landet, omkring 200 kilometer norr om provinshuvudstaden Kunming. Antalet invånare är 15 065. Befolkningen består av 7 043 kvinnor och 8 022 män. Barn under 15 år utgör 26,0 %, vuxna 15-64 år 63 %, och äldre över 65 år 9,0 %.
Genomsnittlig årsnederbörd är 898 millimeter. Den regnigaste månaden är juli, med i genomsnitt 197 mm nederbörd, och den torraste är januari, med 6 mm nederbörd.